# 창원 대광사 묘법연화경
창원 대광사 묘법연화경(昌原 大廣寺 妙法蓮華經)은 대한민국 경상남도 창원시 진해구 진해대로 303, 대광사에 있는 불경이다. 2015년 10월 29일 경상남도의 문화재자료 제601호로 지정되었다.

## 개요
묘법연화경(妙法蓮華經)은 부처의 40년 설법을 집약하는 정수를 담고 있는 경전이다. 일명 ‘법화경(法華經)’의 한역본으로, 요진(姚秦) 시대인 406년경에 처음으로 한역(漢譯)된 것으로 알려져 있다.
이 책은 1책의 목판본(木板本)으로 표지서명(表紙書名)은 ‘妙法蓮華經’으로 확인된다. 권수제(卷首題)는 ‘묘법연화경’(妙法蓮華經)이며, 판심제(版心題)는 ‘法華經’으로 확인된다. 판식(版式)은 사주쌍변(四周雙變)에, 반곽(半郭)의 크기는 세로20.9cm에 가로16.0cm이며, 계선이 있고(有界), 8행(行) 13자(字)로 배열되어 있다. 본문 1장 변란에 ‘權海’, ‘朴弘立’, ‘鄭守生’ 등의 많은 시주자들이 확인된다.
권말에 ‘康熙十柒年戊午四月日三嘉夢鷄寺開板’이라는 기록에 의해 ‘1678년 몽계사’에서 개판하였다는 것을 알 수 있다.
따라서, 1678년이라는 명확한 간행 기록(刊記)을 알 수 있고, 시주자에 대한 내용도 확인된다. 본문의 인출 및 보관상태가 양호한 책이다. 그 간행의의와 성격이 중요한 자료적 가치가 있다.